# Autonummeringssysteem van Rusland
Het autonummeringssysteem van Rusland is een standaard geïntroduceerd door de Sovjet-Unie in de jaren zeventig. Een soortgelijk systeem wordt ook gebruikt in de Volksrepubliek China.

## Oude systeem
Het eerste (oude) systeem werd in de jaren 50 geïntroduceerd. Elke fabrikant kreeg een reeks getallen waarmee hij zijn auto's kon benoemen.
| Reeks   | Fabriek                                                                            | Code           | Voorbeeld           |
| ------- | ---------------------------------------------------------------------------------- | -------------- | ------------------- |
| 1-99    | Gorkovski Avtomobilny Zavod                                                        | GAZ            | GAZ-14              |
| 100-199 | Zavod imeni Lichatsjova                                                            | ZIL            | ZIL-130             |
| 200-299 | Jaroslavski Avtomobilny Zavod, Krementsjoetski Avtomobilny Zavod                   | JaAZ, KrAZ     | KrAZ-258            |
| 300-399 | Oeralski Avtomobilny Zavod                                                         | OeralAZ        | OeralAZ-375         |
| 400-450 | Moskovski Zavod Malolitrazjnych Avtomobilej                                        | MZMA           | MZMA-412            |
| 450-499 | Oeljanovski Avtomobilny Zavod                                                      | OeAZ           | OeAZ-452, OeAZ-469  |
| 500-599 | Minski Avtomobilny Zavod, Belaroesski Avtomobilny Zavod                            | MAZ, BelAZ     | MAZ-500, BelAZ-640m |
| 600-649 | Koetaisi Avtomobilny Zavod                                                         | KAZ            |                     |
| 650-699 | Pavlovski Avtoboesnyj Zavod, Likinski Avtoboesnyj Zavod, Lvovski Avtoboesnyj Zavod | PAZ, LiAZ, LAZ |                     |
| 700-999 | Zaporozjski avtomobilny zavod, Rīgas Autobusu Fabrika, opleggers                   | ZAZ, RAF       |                     |

## Nieuwe systeem
Dit systeem werd in de jaren zeventig geïntroduceerd en wordt nog steeds in Rusland gebruikt. Het eerste getal wordt gebruikt om de klasse aan te geven. Voor auto's wordt dat door de motor bepaald:
| Eerste getal | Inhoud            |
| ------------ | ----------------- |
| 1            | tot 1000 cc       |
| 2            | 1200 cc - 1800 cc |
| 3            | 1800 cc - 3200 cc |
| 4            | meer dan 3500 cc  |

Voor vrachtauto's gebruikt men het gewicht:
| Eerste getal | gewicht             |
| ------------ | ------------------- |
| 1            | tot 1200 kg         |
| 2            | 1200 kg - 2000 kg   |
| 3            | 2000 kg - 8000 kg   |
| 4            | 8000 kg - 14000 kg  |
| 5            | 14000 kg - 20000 kg |
| 6            | 20000 kg - 40000 kg |
| 7            | meer dan 40000 kg   |

Voor bussen gebruikt men de lengte:
| Eerste getal | Lengte        |
| ------------ | ------------- |
| 2            | tot 5 m       |
| 3            | 6 - 7.5 m     |
| 4            | 8 - 9.5 m     |
| 5            | 10.5 – 12 m   |
| 6            | Meer dan 16 m |

Het tweede getal geeft aan welk type auto het is:
| Tweede getal | Soort auto                           |
| ------------ | ------------------------------------ |
| 1            | personenauto                         |
| 2            | autobus                              |
| 3            | vrachtauto                           |
| 4            | vrachtauto met oplegger              |
| 5            | kiepauto                             |
| 6            | tanker                               |
| 7            | bestelauto                           |
| 8            | gereserveerd voor toekomstig gebruik |
| 9            | speciaal voertuig                    |

Het derde en vierde getal wordt gebruikt om het fabrieksnummer toe te wijzen. Er mag een vijfde getal gebruikt worden en wordt meestal gebruikt om een subtype aan te geven van hetzelfde model. Een zesde getal wordt soms gebruikt om een exportmodel aan te geven.
Voorbeeld: De VAZ 2101 is een 1200-1800 cc personenauto van AvtoVAZ, de VAZ 21012 een rechtsgestuurde versie (voor links verkeer) en de VAZ 21013 een luxe uitvoering van de 2101. De combi-uitvoering heet VAZ 2102 etc.